# Stolnica svetega Pavla, Münster
Stolnica svetega Pavla ali St.-Paulus-Dom je stolnična cerkev rimskokatoliške škofije Münster v Nemčiji in je posvečena svetemu Pavlu. Spada med najpomembnejše cerkvene stavbe v Münstru in je poleg Mestne hiše tudi eden od simbolov mesta.
Stolnica stoji v središču mesta, na majhni vzpetini z imenom Horsteberg, in je obkrožena z ulicami Roggenmarkt, Prinzipalmarkt in Rothenburg ter z reko Münstersche Aa. To območje, ki vsebuje tudi Domplatz in okoliške stavbe, je bil stari Domburg. Danes je stolnica župnijska cerkev za to območje. Zahodno od stolnice leži škofovska palača in del starega kompleksa kurije skupaj s sedanjim kapitljem.
Stolnica je imela dve predhodnici. Prva stolnica (imenovana Ludgerus Dom, 805-1377) je stala severno od sedanje; druga je bila zgrajena v 10. ali 11. stoletju in je bila porušena med gradnjo tretje oziroma sedanje stolnice med letoma 1225 in 1264. Westwerk s skoraj identičnimi stolpi je bil zgrajen kot del druge stolnice okoli leta 1192 in je bil vključen v trenutno stavbo. Stolnica je torej mešanica slogov, ki združujejo romansko zahodno fasado, stari kor in zahodne stolpe z gotsko ladjo, transeptoma, visokim korom in obročem kapelic.
Vsaka od stolnic je služila kot cerkev münsterske škofije, vendar je vsaka od njih imela vsaj nekaj časa dodatne funkcije. Prvotna karolinška stolnica je bila tudi kolegijska cerkev za samostan, ki ga je ustanovil Liudger, z menihi, ki so živeli pod vladavino Chrodeganga. Vsaka je služila kot župnijska cerkev, prvotno za celotni Münster. Zaradi ustanovitve nadaljnjih župnijskih cerkev, se je župnijsko okrožje stolnice leta 1090 zmanjšalo na Stari Domburg in Domimmunität. V prvi polovici 13. stoletja je bila na Domplatzu zgrajena cerkev sv. Jakobija. Po zaključku te cerkve je stolnica v celoti izključena kot župnijska cerkev. Od rušenja sv. Jakobija leta 1812 je stolnica ponovno dobila vlogo župnijske cerkve za Old Domburg in Domimmunität.
V stolnici so grobovi nekdanjih škofov Münstra, med njimi Clemensa Augusta grofa Galenskega, ki je kmalu pred smrtjo postal kardinal, leta 2005 pa ga je papež Benedikt beatificiral.

## Predhodnice
Trenutna cerkev je v resnici tretja stolnica škofije Münster. Zgrajena je bila med letoma 1225 in 1264, pred njo je bila prva karolinška stolnica, druga pa otonska.
Sledi pregled zgradb treh stolnic :
| stoletje | leto      | stavba                                               | slog                    | uničenje        |
| -------- | --------- | ---------------------------------------------------- | ----------------------- | --------------- |
| 9.       | 805       | karolinška stolnica (805 - 1377) (Ludgerus-Dom)      | predromanska            | 1377            |
| 10/11    | uncertain | otonska stolnica (10./11. st. - 1225) druga stolnica | otonska renesansa       | okoli 1225      |
| 12       | 1192      | Westwerk (1192) (stari kor, stolpa)                  | romanska arhitektura    | največ ostankov |
| 13       | 1225–1264 | gotska stolnica (1225–1264) tretja (St. Paulus Dom)  | poznogotska arhitektura | -               |

### Karolinška stolnica (805 - 1377)
Prva stolnica je bila ustanovljena po imenovanju Liudgerja kot škofa Münstra leta 805. Zato je znana kot Dom des heiligen Liudger ali Ludgerus Dom.

#### Domnevni videz
Dolgo je bilo domnevano, da je bila prva stolnica manjša cerkev, predvsem zaradi zgodovine Tibusove ustanovitve. Šele leta 1904 je Savel nakazal, da je bila prvotna stolnica triladijska bazilika. Izračunal je njeno širino z uporabo severnih stopnic Domplatza in dosegel približno 20 metrov.
Nadaljnje razumevanje so prinesla izkopavanja iz leta 1936, ki jih je vodil škofijski muzej Wieschebrink. Ta so pokazala, da je prva stolnica v veliki meri stala na mestu kasnejših samostanov in pokopališča. Iz ostankov temeljev je bilo mogoče sklepati, da je bila severna stranska ladja široka okoli 8,3 metra, vključno z zunanjimi stenami in temelji podpor. Ob predpostavki, da je imela glavna ladja dvojno širino stranske (kot po navadi v zgodnjih srednjeveških cerkvenih stavbah), bi bila prva stolnica široka 27,6 metra. Na podlagi izkopov je ocenjena dolžina 31,2 metra.
V severozahodnem kotu stavbe je Wieschebrink našel dodatne temelje pravokotne stene, ki so bile debele 2 metra - precej debelejše od preostalih sten. Iz teh ostankov je sklepal, da je bil stolp kvadrat z 8,3 m dolgimi stranicami.

#### Lega
Ludgerus-Dom je stal severno od sedanje stolnice, približno tam, kjer so križni hodnik, pokopališče, Marijina kapela in zakristija. V 4. stoletju so jo porušili šele po zaključku tretje stolnice. Zato je v celoti prevzela drugo, otonsko stolnico.
Do rušenja, je Ludgerus Dom ostal precej nespremenjen. Po posvetitvi druge stolnice je ostal neizkoriščen že skoraj sto let. V tem času je bil porušen del jugozahodnega vogala za gradnjo kapele po naročilu škofa Dodoja. Ludgerus Dom je ponovno dobil funkcijo po tem, ko je škof Burchard ustanovil kolegijsko cerkev, staro pa uporabil kot kor.
18. avgusta 1377 je škof Floris van Wevelinkhoven obe cerkvi obdal z okni in odredil rušenje Ludgerus doma. Po rušenju je bil tako imenovan Alte Dom postavljen severozahodno od prvotne stolnice. Ta stavba je zamenjala Ludgerus Dom kot kor kapitlja.

### Otonska stolnica
Druga stolnica je bila zgrajena takoj proti jugu prve. Bila je na mestu tretje, sedanje stolnice.

#### Nastanek
Datum gradnje druge stolnice ni jasen.
Zgodovinar umetnosti Max Geisberg (1875-1943) je trdil, da je bila druga stolnica zgrajena med vladavino škofa Dodoja med letoma 967 in 993. To stališče je podprl z dejstvom, da so tudi druge pomembne stolnice imele zahodni transept že v 10. in zgodnjem 11. stoletju. Ta transept je bil nato ponovno uporabljen pri izgradnji tretje, sedanje stolnice. Glede na to domnevno gradnjo pod otonsko dinastijo se druga stolnica imenuje Otonska stolnica.
Münsterska škofija je domneva, da je bila druga stolnica zgrajena v drugi polovici 11. stoletja, kot odziv na požar prve stavbe, ki se je očitno zgodil leta 1071. Überwasserkirche le nekaj sto metrov stran je podobno zgorela v istem požaru. Po mnenju škofije je bila druga stolnica zgrajena med letoma 1071 in 1090.  Informacije škofije niso nujno v nasprotju z Geisbergovim zaključkom, ker trditev škofije temelji na dokumentarnih podatkih za posvečenje druge stolnice leta 1090, kar bi lahko prišlo tudi po ponovni izgradnji zaradi požara.

#### Domnevni videz
Otonska stolnica je bila večinoma porušena, da bi zgradili tretjo stolnico; danes je ohranjen samo del južne stene stranske ladje Otonske bazilike.
Zid zahodnega transepta je bil vključen v novo stavbo. Do danes je ohranjen velik del zahodne stene otonskega transepta (z izjemo osrednjega dela, kjer je bil zgrajen Stari kor okoli leta 1190), pa tudi deli južne stene (ki je bila vključena v severno notranjo steno narteksa), velik del severne stene in deli sten zgornjega nadstropja na vzhodni strani.
Nobeni načrti ali upodobitve druge stolnice niso ohranjeni, iz katerih bi lahko rekonstruirali videz druge stolnice. Ker je sodobna tretja stavba na istem mestu kot druga, ni mogoče izvesti izkopov, da bi ugotovili dimenzije ali videz. Na podlagi ohranjenih ostankov sten je mogoče meriti le zahodni transept otonske stolnice (cca 36,6 m od severa do juga in 12,4 m od vzhoda proti zahodu), notranja širina stranske ladje (okoli 6 m) in ladja (12 m), kot tudi debelino zunanje stene stranskega ladje (okoli 1 m) in stene med stranskimi in glavno ladjo (okoli 1,5 m) . Zdi se torej, da je bila druga stolnica široka okoli 30 m.

## Konstrukcija sodobne stolnice
Številke in črke v oklepajih v naslednjem razdelku se nanašajo na spodnji tloris:

### Romanski westwerk (po 1192)
Leta 1192 je po naročilu škofa Hermana II. von Katzenelnbogena (in na lastne stroške) v stolnici (otonski) dodal nov westwerk . Ta je bil sestavljen iz starega kora (B), ki je v sedanji zahodni apsidi, ki ga obdajata dva stolpa (A in C) v romanskem slogu.
Ta westwerk je bil vključen v tretjo stolnico in večinoma ohranjen so danes.

### Gotska stolnica
Temeljni kamen za tretjo in sedanjo St. Paulus Dom je postavil leta 1225 škof Dietrich III. von Isenberg. Za razliko od prejšnjih dveh gradbenih procesov, graditelj ni bil škof, temveč kapitelj Nove stolnice (Kapitel des Neuen Doms), ki je v tem času očitno pridobil vpliv.
Leta 1264 je bil po skoraj štiridesetletni gradnji, St. Paulus Dom končan, 30. septembra 1264 pa ga je posvetil škof Gerhard von der Mark.
Stavba je sestavljena iz kupolaste bazilike z dvojnim transeptom v gotskem slogu. Stolnica je dolga 108,95 metra. Zahodni transept je širok 52,85 metra, vključno z narteksom (40,53 metra brez njega). Ladja (G) z dvema stranskima stezama (H & I) med obema transeptoma ima širino 28,3 metra. Vzhodni transept je širok 43,4 metra. Večina prejšnje strukture je bila porušena, da bi se pridobil prostor za sedanjo stavbo, vendar so bili nekateri deli ponovno uporabljeni. Med njimi so westwerk, deli zahodnega transepta (D & E) in deli stene južne stranske ladje (I). Kot rezultat, je stavba mešanica romanskih in gotskih slogov.

#### 14. stoletje
Leta 1377 je bila porušena prva stolnična stavba, tako da je bil zgrajena tako imenovan Alte Dom ali Stara stolnica (e) kot nadomestilo za prvo stolnico, ki jo je kot pevski kor uporabljal kapitelj stare stolnice (Ludgerus). Kot sodobna stolnica je bil Alte Dom zgrajen v gotskem slogu.
Leta 1390 so bile zgrajene Marienkapelle (W), Annenkapelle (Y) in Elisabethkapelle (Z) - zadnji dve sta bili vgrajeni v novo zakristijo leta 1885. Med letoma 1390 in 1395 je bil zgrajen križni hodnik (U). V tem procesu je bil del zgradbe Alte Dom, zgrajen malo prej, porušen in preseljen na zahod. Potem je Alte Dom obkrožil zahodni transept in zahodni konec križnega hodnika, do njegovega rušenja leta 1875.

#### 16/17. stoletje
Okoli leta 1516 je bil razširjen (nekdanji visokogotski) zahodni portal in preoblikovan v poznogotskem slogu.
Med baptistično vlado Münstra med letoma 1534 in 1535 stolnica ni ušla uničenju baptistov. V ikonoklazmu leta 1534 so bile uničene številne slike in kipi, med njimi tudi Heinrich Brabender, kot tudi izvirna astronomska ura, ki je bila iz leta 1408 (ko je bila okrašena s svetopisemskimi podobami).
Po koncu baptističnega vladanja je bila obnovljena notranjost stolnice in zgrajena kapiteljska dvorana (T). Sin Heinricha Brabenderja, Johann Brabender je zamenjal uničene z novimi kipi. Ludger und Hermann tom Ring, dva pomembna vestfalska slikarja, sta stolnico prebarvala. Med letoma 1540 in 1542 je bila nameščena obstoječa astronomska ura. Drugi korna pregrada, Apostelgang, je sledil med letoma 1542 in 1549 - leta 1870 je bila porušena.
V 16. stoletju so bili zgrajeni glavna vhodna dvorana, narteks (F) in južna razširitev vzhodnega transepta (M), deloma razširjena in okrašena s skulpturo; proti koncu 16. stoletja je bil v ambulatorij, dodan armarij, sedanja Kreuzkapelle (R).
Leta 1663 je knezoškof Christoph Bernhard von Galen dodal tri kapele (O, P & Q), ki so bile zgrajene v ambulatoriju, južno od armarija. Te kapele, ki se imenujejo Von Galenschen Kapellen po njem, posnemajo obliko armarija. Leta 1697 je bila med severnim delom vzhodnega transepta (tako imenovanim Stephanuschor, K) in severno stransko ladjo zgrajena vikarjeva zakristija (J).

#### 19. stoletje
Med Marijino kapelo (W) in kapiteljsko dvorano (T) je bila leta 1885 zgrajena nova zakristija (X, na tlorisu današnje stolnice). Za to novo stavbo je bilo treba porušiti kapeli svete Ane in Margarete (Y), ki sta mejili na jugu na Marijino kapelo, ter Elizabetino kapelo (Z), ki je bila med tisto kapelo in kapiteljsko dvorano ter prehodom, ki povezuje križni hodnik z vzhodno stranjo stolnice. Po gradnji zakristije (X) leta 1885 je bila zgrajena stolnična zakladnica. Danes je tukaj Sakramentskapelle

#### 20. stoletje
V drugi svetovni vojni je bila stolnica močno poškodovana zaradi bombardiranja. Zaradi porušenih obokov in sten so bile uničene zidne in stropne dekoracije, ki jo je ustvaril Hermann tom Ring sredi 16. stoletja in zahodni portal iz prve polovice 16. stoletja. Med vojno je bila zakladnica odstranjena iz stolnice in ostala nepoškodovana.
Med letoma 1946 in 1956 je bila stolnica obnovljena. Z izjemo zgoraj omenjenih slik in zahodnega portala je bila stolnica rekonstruirana glede na njen prvotni videz. Tako so se oltarji in epitafi vrnili na svoje prvotne kraje.
Leta 1955 in 1956 so bilo visoki kor (N), oltarni prostor (L) in vzhodni transept liturgično reorganizirani po načrtih Emila Steffanna. Baročni visoki oltar, ki je bil prvotno nameščen v visokem koru, se je preselil na zahodno steno Starega kora (Westchoir, B). Katedra je bila tudi v visokem koru na isti lokaciji. Glavni oltar (Volksaltar, ljudski oltar) je bil postavljen sredi križišča (L), s cerkvenimi klopmi, razporejenimi okoli njega na treh straneh. 
Leta 1981 je bila odprta nova stolnična zakladnica. Mejila je na severni rob križnega hodnika ter vsebovala umetniške in kulturne predmete iz celotne zgodovinske škofije.
Med letoma 1985 in 1990 so bila obnovljena okna stranskih sten ambulatorija (S) in okoliškega obroča kapel (O, P, Q & R). Ta okna sestavlja cikel 17 steklenih oken, ki jih je izdelal umetnik Georg Meistermann. Okna so okrašena z abstraktno-geometrijskimi barvnimi površinami in simbolnimi biblijskimi motivi. 

#### 21. stoletje
Med letoma 2009 do začetka leta 2013 je bila stolnica prenovljena - najprej fasada zahodnega kora, zahodni stolp, Salvatorjev pediment in strešne podpore. Celotna streha površine 5500 m2 iz bakra je bila obnovljena. Od konca leta 2011 so potekala notranja dela: nadgradnja sistemov za ogrevanje, prezračevanje, razsvetljava, avdio oprema in protipožarna zaščita, pa tudi prebarvanje notranjosti.  Strehe in umetnine so bile očiščene in prebarvane. Kot del tehnoloških nadgradenj so bili nameščeni energetsko varčni ogrevalni sistem, sodobna LED-razsvetljava in nov mikrofonski sistem. Preoblikovan je bil tudi sistem digitalnega zvočnika in nameščena zanka za slušno prizadete. Dodan je bil portal za onemogočen dostop do astronomske ure. Zamenjali so leseno ohišje ure. Nadzor luči, zvoka in zvoncev je bil centraliziran v nadzorni center v zakristiji. Ocenjuje se, da so bili skupni stroški vseh teh ukrepov okoli 14 milijonov evrov . Med obnovo je bila povsem obnovljena grobna komora škofov pod zahodnim korom; dostop je v južnem stolpu (C). Gradbena dela so omogočila, da so se arheološka dela izvajala pod zahodnim korom in zakristijo . Stolnica je bila ponovno odprta 15. februarja 2013. 

### Prejšnji zahodni portal
Prvi westwerk ni imel pravega portala. "Stari kor" je verjetno dovolil dostop samo iz notranjosti stolnice (tj. iz zahodnega transepta); dostop je bil najverjetneje na južnem koncu vzhodne stene Starega kora

#### Visokogotski portal (c.1400)
Okoli leta 1400 (prvič) je bil nameščen portal v visoko gotskem slogu na zahodni steni Starega kora, na isti lokaciji kot poznejši portal v pozno gotskem slogu. 
Niše v vdolbinah, ki so imele vrata, so bile okrašene s skulpturami. Predpostavlja se, da so Sirena, jagnje in lev krasili levo stran, medtem ko so feniks, pelikan in orel desno. Dodatna dekoracija je bila sestavljena iz zatrepa in konzol, okrašenih z listi in dolgolasimi, kronanimi ženskimi glavami. Med baptistično vlado leta 1534-5 v Münstru so bile te zelo poškodovane, ko so baptisti začeli ikonoklazem in uničevali skulpture in figure. 

#### Poznogotski portal (1516)
Leta 1516 je bil portal obnovljen in razširjen. To je bila pomembna širitev stolnice: rezultat je bil impozanten zahodni portal v pozno gotskem slogu, ki je bil skoraj 450 let ključni del stolnice.
S suhim kamnitim pedimentom je zamenjal tistega iz rezanih kamnitih blokov in bogato okrašen s slikami in kiparskim okrasom. Nad portalom je bilo krogovičje z ogromnimi okni s krogovičjem (višine 9,62 m in širine 6,7 m). Na straneh so bili kipi svetega Pavla in svetega Petra. Nad krogovičjem so bile trikotne obokane niše s skulpturami naravne velikosti, ki prikazujejo Prihod v Jeruzalem. Figure v srednji niši so bile velike 2,4 x 2,3 m, v levi niši 1,98 x 1,54 m in v desnem niši 1,84 x 1,33 m. Izdelali so jih Heinrich Brabender in so bile edine figure v Münstru, ki so preživele uničenje baptistov, verjetno zato, ker so bile previsoko. Dva korpusa iz westwerka Heinricha Brabderja, od katerih je eden verjetno avtoportret, so zdaj na ogled v Landesmuseum für Kunst und Kulturgeschichte.
Med obnovo zahodnega portala leta 1850 so obnovili galerijo s krogovičjem in fiale nad zatrepom. Leta 1904 so vitraje zamenjali z okrasnim steklom, ki ga je podaril cesar Viljem in jih je ustvaril umetnik Carl de Bouché. Okno prikazuje srečanje Karla Velikega, papeža Leona III. in Liudgerja leta 799 v Paderbornu.
Od prve polovice 18. stoletja je na zahodnem portalu obstajal predprostor, ki ga je Domplatz razdelil z kamnito ograjo in visokim železnim žarom. Izdelan je bil leta 1710 najkasneje in najpozneje leta 1748. Vhod na je bil eni strani okrašen z 1,66 m visokim in 1,74 m širokim prikazom vere v obliki ženske s križem in tablico zakonov na oblakih, ki jo je ustvaril Johann Christoph Manskirch. Majhen angel je kazal na tablo, prikazan je bil tudi grešnik, ki je padel v globino s kačo v roki. Prikaz na drugi strani ni ohranjen in ga ni mogoče določiti na starih fotografijah. Max Geisberg je to prikazal kot predstavo cerkve, Guilleaume pa kot prikaz stare in nove zaveze. Predprostor je bil razširjen leta 1873, ko naj bi bila železna ograja prodana. 

#### Po drugi svetovni vojni
Portal je bil uničen v bombardiranju v drugi svetovni vojni in po vojni ni bil obnovljen. Ostanki so bili odstranjeni in zamenjani s preprosto steno iz peščenjaka.
Pred tem so se konzervatorji in ljudje v Münstru pogovarjali o tem, kako je treba obnoviti portal. Načrti škofa tistega časa, Michaela Kellerja za obnovo prvotnega romanskega zahodnega portala, so v časopisu Westfälische Nachrichten povzročili eksplozijo protestnih pisem. To ni vplivalo na škofove namere.
Po načrtu Fritza Thoma je bilo v zahodni steni postavljenih dvanajst okroglih oken, s štirimi dodatnimi okni, nameščenimi na kvadratku znotraj njih. Ta ureditev je temeljila na prvotni romanski zapuščini, z jasnim vplivom arhitekturnih modelov iz 1950-ih. Razkrita imena šestnajstih oken so krožila med prebivalci. Tako se včasih imenujejo Kellerjeva okna (glede na njihovega graditelja, škofa Kellerja), Seelenbrause (počena duša) ali Wählscheibe Gottes. 

### Prvotna korna pregrada
Do 1870-ih je bil kor ločen od ladje z veliko korno pregrado iz baumberškega apnenca, ki je povezala oba zahodna stebra križišča (F). Med letoma 1542 in 1549 sta jo ustvarila brata Franz in Johann Brabender, in je nadomestila izvirno (gotsko) pregrado iz 13. stoletja, ki je bila uničena med baptistično vlado.
Korna pregrada iz leta 1549 je bila arkadna ali dvoranska. Poleg tega je bil kor ločen od vzhodnega transepta, torej korov Stephanus in Johannes, s steno med severnim in južnim stebrom križanja, ki je bila skoraj tako visoka kot korna pregrada.
Zadnja stena pregrade (obrnjena proti visokemu koru) je bila velika in zaprta. V njej so obstajala dvoja vrsta, skozi katera so duhovniki lahko dostopali do ladje. Na mestu, kjer se je pregrada srečala s stebrom križišča, je bil stolp s stopniščem. Omogočal je dostop do pravokotnega prostora na vrhu pregrade, ki je služil kot oder za glasbenike.
Sprednja stran (obrnjena proti ladji) je bila jasno zasnovana kot arkada. Sredi je bil križni oltar, iz katerega se je odvijala maša za ljudi v ladji. Na sprednji strani so bile niše s kipi figur, vključno z dvanajstimi apostoli. Iz tega razloga je bil zaslon znan Apostelgang.
Leta 1870 je bila korna pregrada porušena. Ostanki, vključno s kipi, so še vedno vidni v stolnici. 

## Arhitektura
Med postavitvijo stolnice svetega Pavla je bila večina prejšnje (otonske) stolnice porušena, pri čemer so bili ohranjeni le nekateri deli zidov (očitno v zahodnem transeptu in južni stranski ladji). Westwerk, postavljen leta 1192 (Stari kor in dva zahodna stolpa), so bili vključeni v sedanjo strukturo.
Z vidika arhitekturne zgodovine je sodobna stolnica razdeljena na dva dela: romanski westwerk in gotsko stavbo.
Črke v oklepaju v naslednjem razdelku se nanašajo na spodnji tloris.
|   |                        |                           |   |                     |                                 |
|   | Lega                   | opomba                    |   | Lega                | opomba                          |
| A | Severni stolp          | (Petrova kapela)          | M | Janezov kor         | (orgle)                         |
| B | Stari kor              | (prvotni zahodni portal)  | N | visoki kor          |                                 |
| C | Južni stolp            | (Katarinina kapela)       | O | Maximus kapela      | (Galensche Kapelle)             |
| D | SZ transept            | (dostop na križni hodnik) | P | Ludgerusova kapela  | (Galensche Kapelle)             |
| E | JZ transept            | (glavni vhod)             | Q | Jožefova kapela     | (Galensche Kapelle)             |
| F | Raj                    |                           | R | Križna kapela       |                                 |
| G | Ladja                  |                           | S | ambulatorij         |                                 |
| H | Severna stranska ladja |                           | T | kapiteljska dvorana |                                 |
| I | Južna stranska ladja   |                           | U | križni hodnik       | (dostop do zakladnice)          |
| J | Zakramentna kapela     | (bivša zakristija)        | V | pokopališče         |                                 |
| K | Štefanov kor           |                           | W | Marijina kapela     |                                 |
| L | Križišče               | (bivša korna pregrada)    | X | zakristija          | (dostop do kapiteljske dvorane) |

### Stari kor
"Stari kor" (nemško Alte Chor) (B) meri 17,6 m od severa proti jugu in 16,9 m od vzhoda proti zahodu (notranje mere: 12,1 x 13,55 m). Zgrajen je bil kot ločena zgradba na zahodni strani otonske stolnice in je bil prvotno ločen od zgradbe z zahodno zunanjo steno transepta. To je prenehalo veljati okoli leta 1250, ko je bila zgrajena tretja stolnica.
Kmalu po koncu baptističnega vladanja v 15. stoletju je bil Stari kor ponovno ločen od preostale stavbe s samostojnim zidom in železno rešetko. Ti deli so ostali vsaj do leta 1870. V tem času je bil v drugi četrtini 17. stoletja Stari kor kraj, kjer je pomožni škof izvajal birmo in posvetitve.
Leta 1836 je bil Stari kor obnovljen in prenovljen, zahvaljujoč donaciji Bursarja Landsberga. V tem kontekstu so bile nameščene velike orgle, pa tudi železna ograja pred spodnjimi kapeli v obeh stolpih, okrašena s posvetitvijo "v. Landsberg" v kurzivnih črkah. Stari kor je ostal po tem v ločenem prostoru. Oprema je večinoma izginila leta 1856.
V času obnov po drugi svetovni vojni je bil Stari kor v celoti odprt v zahodni transept. Baročni visoki oltar je bil nameščen ob krstilnico z bazenom, ki je bila tam že v 18. stoletju, pod okroglim rozetnim oknom, ki je bil zgrajen v tem času v zahodni steni.
Grobnice škofov so pod Starim korom. Med drugim so tukaj pokopani Johannes Poggenburg, Michael Keller, Heinrich Tenhumberg in Reinhard Lettmann. Včasih je bilo mogoče dostopati do njih le skozi odprtino v stropu Starega kora, vendar so med obnovitvami leta 2011/2 grobovi postali kripta, dostopna obiskovalcem.

### Stolpa
Oba romanska zahodna stolpa sta na prvi pogled enaka. Strehe so oblikovane kot piramide in oblečene v baker (od leta 1725). Vendar to ni videti, da je bila njihova izvirna oblika. Pred baptistično vladavino leta 1534/5 sta se zdela oblečena v svinec in bila očitno višja - baptisti so ju znižali tako kot so storili stolpu cerkve Überwasserkirche.

#### Zunanje razlike
|               | Severni stolp | Južni stolp |
| Dolžina (S-J) | 12,05 m       | 11,5 m      |
| Dolžina (Z-V) | 13,6 m        | 12,95 m     |
| Višina        | 57,7 m        | 55,5 m      |

Kljub enakemu zunanjemu videzu sta stolpa jasno različna. V primerjavi s severnim stolpom (A) je južni (C) nekoliko manjši in krajši.
Po drugi strani so stene spodnjih treh etaž severnega stolpa ožje od tistih na južnem. To je jasno, saj je kapela v pritličju južnega stolpa očitno manjša od kapele v pritličju severnega. Ta velika razlika v spodnjih nivojih jasno kaže, da so posamezne kapele pritličja namenjene temu, da se poravnajo s stranskima ladjama. Ker njihov tloris izvira iz druge, otonske stolnice, je bilo treba prilagoditi stolpa, da bi jih vključili v tretjo in trenutno stavbo. Z izravnavo te očitne asimetrije sta v zgornjih predelih skoraj enake velikosti.
Poleg tega oba stolpa podobnih dimenzij. Do obnove severnega stolpa po delnem propadu med drugo svetovno vojno je razlika v nivoju strehe samo 25 centimetrov.

#### Notranjost
V stolpih sta dve kapeli, ena na vrhu druge. Dve kapeli v pritličju (že omenjeni) sta Katarinina kapela (južni stolp) in Petrova kapela (severni stolp), do katerih se dostopa iz zahodnega transepta.
V zgornjih kapelah ni oltarjev. Do njih se pride po kamnitih stopnicah, ki vodijo iz zahodnega transepta do vogala v zunanjih stenah stolpov. Zaradi debeline sten severnega stolpa so stopnice v tem stolpu popolnoma v zidu. V južnem stolpu se vidno razširijo v notranjost. Ta oblika stopniščnega sistema je bila pomembna in vpliven model za številne cerkvene zgradbe v Vestfaliji.
V zgornjih kapelah so vrata, ki vodijo do poti za stebri galerije Starega kora. Nad njimi sta oba stolpa povezana med seboj. Stopnice vodijo v sobe nad kapelami. V njihovih zahodnih zunanjih stenah so široka okna debeline 54 cm. Iz te sobe lesene stopnice in lestve pripeljejo na vrh štirih etaž obeh stolpov. Od zunaj se lahko zaznajo od oken in obokanih struktur in se začnejo 18,37 m nad tlemi. Niše so oblikovane z lizenami, vendar na vseh straneh niso enake. Na zahodni strani so štiri niše, ki jih sestavlja pet lizen. Na severni strani severnega stolpa in južni strani južnega stolpa na obeh ravneh so le štiri lezene. Na zgornjih ravneh na obeh stolpih sta dve konici, ki imata okna. Na severnem stolpu so trije loki eden znotraj drugega; na južnem stolpu le dva.

### Raj
Raj (F, nemško Paradies) je dvonadstropen predprostor ali narteks (prvotno trinadstropen) na južni strani zahodnega transepta. 5,83 metra je od severa do juga in 14,92 metra od vzhoda proti zahodu. Zaradi ostankov zidov v transeptu se domneva, da je bil narteks otonske stolnice na isti lokaciji.
Raj je bil prvotno odprt za južni del, saj je bil uporabljen za sodišči Sendgericht in Hofgericht, saj je Sachsenspiegel zahteval odprto nebo. Sodni primeri so bili po izgradnji leta 1395 premaknjeni v mestno hišo in južna stena Raja je bila nekaj časa po tem zaprta.
V notranjosti Raja, na vseh štirih stenah teče okoli 69 cm visoki rob. 21 centimetrov visok friz iz vinske vitice teče po stenah 2,04 metra nad tlemi. Ta friz je urejen z majhnimi skulpturami ljudi in živali. Najstarejši je verjetno krilati zmaj na severnem koncu vzhodne stene. Na vzhodnem koncu severne stene so tri skulpture in vogalni steber, okrašen z desetimi enakimi palmetami. Pod oknom vzhodne stene so prikazi sezonskega dela vsakega meseca leta. Na zahodnem delu severne stene je kralj David prikazan s svojimi glasbeniki; steber v severozahodnem kotu prostora kaže lov na kunce in trgatev. Pod oknom na zahodni strani je bil heksameter, ki se nanaša na Marijo Magdaleno, do prenove stolnice leta 1880, ko so ga zamenjale majhne figure graditeljev in kamnosekov. V tem času ni bilo neobičajno, da bi bili neobdelani kamni nameščeni v stene in se v daljšem časovnem obdobju počasi razvili v friz.
Nad frizom so kamniti kipi dvanajstih apostolov, s svetniki in donatorji. Trenutna oblika teh ni originalna ureditev. Na primer, dve sliki sta bili premaknjeni od vzhodnega okna proti vzhodu do desne strani portala v severni steni, niša na vzhodni steni je bila napolnjena s kipom Janeza Krstnika, izvirno iz Metelena. Prostor med dvojimi vrati portala v severni steni je okrašen s kipom Jezusa Kristusa kot Salvator Mundi (Odrešenik sveta). Izvirna sestava kipa ni jasna zaradi uničenja, ki so ga izvedli baptisti, vendar se domneva, da je odražal enoten načrt. Zaradi svoje starosti - figure so bile ustvarjene v 13. stoletju – jih ne moremo jasno identificirati, saj je identifikacija figur z uporabo atributov postala le norma v poznem gotskem obdobju (14.—15. stoletje).
Namestitev figur v niše v stenah je navdihnila ideja, da je bila prvotno namenjena drugačna postavitev. Osnova te zamisli je dejstvo, da so figure višje od kapitelov glavnih stebrov dvorane, manjši stebri, ki ločujejo posamezne figure pa so razdeljeni na polovico višine, če bi bili enaki višini glavnih stebrov. Tako je bil načrt gradnje verjetno spremenjen med gradnjo in višina kipov se je povečala, da bi postala bolj izrazita.
- Notranjost Raja narteksa s severnim portalom
- Zahodni transept z Rajem
- Detajl: kipi v Raju
- Detajl: kipi v Raju

### Ladja
Ladja (G) povezuje westwerk, Stari kor (B), zahodni transept (D & E) in stolpe (A & C) z vzhodnim transeptom, oltar je pod križiščem (L) in korom (N). 
Prehod s severne stranske ladje vodi skozi znamenita bronasta vrata iz 17. stoletja do Zakramentne kapele (J). Zgrajena je bila kot priloga k Štefanovem koru konec 17. ali v začetki 18. stoletja. Najprej je služila kot zakristija, potem kot zakladnica od leta 1930 in končno leta 1956 posvečena kot kapela.
Le bronasta vrata so ostala od prvotne opreme. Visoka so 2,1 m in široka 1,12 m. Izdelal jih je Johann Mauritz Gröninger. 
- Svečnik v Zakramentni kapeli)

### Zahodni transept in visoki kor
Območje kora je bilo prvotno ločeno od preostale stolnice s korno pregrado in stranskimi zaporami, skoraj majhno zgradbo v stavbe stolnice.
Te ločitve ni več: pod križiščem je oltarni otok, ki rahlo štrli v ladjo na zahodnem delu. Leta 1956 ga je oblikoval režiser Emil Stephan (skupaj s korom in apsido), kjer je škofov prestol. Baročni visoki oltar je bil odstranjen iz apside. Sedanji veliki oltar je narejen iz peščenjaka. Podpira vitrine, ki prikazujejo kipe apostolov iz 14. stoletja iz relikviarij starega baročnega visokega oltarja.
Oltarni otok je poleg kornega prostora in je označen od njega z visečim lesenim križem (Triumfalni križ) in z dvema krakoma vzhodnega transepta.
- Pogled iz Štefanovega kora (S krak vzhodnega transepta)
- Pogled v ambulatorij
- Oprema oltarja in korni prostor
- Pogled v kor
- Pogled vzdolž ladje choir
- Orgle v južnem kraku vzhodnega transepta

### Mere
| Element            |          |
| ------------------ | -------- |
| Dolžina stolnice   | 109,00 m |
| Širina (z Rajem)   | 52,85 m  |
| Širina ladje       | 28,30 m  |
| Višina ladje       | 22,50 m  |
| Širina V transepta | 43,30 m  |
| Širina Z transepta | 40,55 m  |
| Višina S stolpa    | 57,70 m  |
| Višina J stolpa    | 55,50 m  |

| Element                 |             |
| ----------------------- | ----------- |
| Število sedežev         | ca. 700     |
| Površina strehe         | ca. 5500 m² |
| Število zvonov          | 10          |
| Največji zvon           | 7600 kg     |
| Število registrov orgel | 74 + 14     |

## Astronomska ura
V oboku med visokim korom in južnim krakom ambulatorija je astronomska ura z zvončki.
Ura, zgrajena med letoma 1540 in 1542, je ena najpomembnejših monumentalnih ur v nemško govorečem svetu. Spada v tako imenovano »družino Hanseatskih ur«, od katerih so še primeri v Danzigu, Rostocku, Stralsundu in Stendalu v skoraj originalnem stanju (dve uri sta bili v Lübecku in Wismarju uničeni leta 1942 oziroma 1945). Münstrska ura ima vrsto značilnosti te družine ur. 
Ura je tudi ena od redkih obstoječih monumentalnih ur, ki se obrača v smeri urinega kazalca. 
Zvonce (10 zvoncev, tonski razpon 1–f2) se lahko upravlja iz orgel.

### Zgodovina
| Višina ure              | 7,8 m  |
| Širina osrednjega dela  | 4,1 m  |
| Premer kolesa           | 3,0 m  |
| Premer kolesa koledarja | 1,5 m  |
| Višina plošče s planeti | 2,3 m  |
| Teža astrolaba          | 110 kg |
| Število zvoncev         | 10     |

Prva astronomska ura v stolnici je obstajala od leta 1408, ko je bila uničena leta 1534 kot del ikonoklazma. Druga in trenutna ura je bila postavljena med letoma 1540 in 1542, delo tiskarja in matematika Dietricha Tzwyvela. Gibljivi sistem ure je izdelal Tzwyvel in frančiškanski stolnični pridigar Johann von Aachen. Kovinsko delo je opravil ključavničar Nikolaus Windemaker in poslikave pa Ludger Tom Ring Older. 
V gregorijanski koledarski reformi leta 1582 je bil koledar »prestavljen« (15. oktobru je sledil 4. oktober) in uveden nov sistem za prestopno leto. Od takrat je bil izračun datuma Velike noči in dni v tednu iz urinega Kalendariuma zapleten.
Svetovni zemljevid (zrcaljen v astronomske namene) je bil zasnovan v ozadju številčnice kmalu po letu 1660, lesen astrolab pa je bila zamenjan z novim v baročnem slogu (odprt bronasti kolut znotraj kolesa s 15 fiksnimi zvezdami). Leta 1696 je bil mehanizem nadomeščen in vstavljen četrturni zvonec s figurama Kronosa (boga časa) in Smrti.
Leta 1818 je postavitev zobnika s štirimetrskim nihalom povzročila precejšnje obremenitve s hrupom v stolnici in pritožbe o slabem stanju ure so se nadaljevale v celotnem 19. stoletju.
Leta 1927 je ura udarila zadnjikrat in predlagano je bilo, da se odstrani, vendar je bila namesto tega med letoma 1929 in 1932 v celoti obnovljena in nameščen nov mehanizem. Izračune sta izvedla Ernst Schulz in Erich Hüttenhain iz astronomske družbe Münster, mehanizem pa je zgradil mojster urar Heinrich Eggeringhaus v imenu podjetja Eduard Korfhage & Söhne, družbe v Melleju, ki je izdelala mehanizem za stolp.
V drugi svetovni vojni je bil mehanizem odstranjen, ohišje pa je ostalo v stolnici - na srečo je ušlo škodi. 21. decembra 1951 je bila ura ponovno v službi, po popravilu vojne škode na stolnici.

### Zaslon
Zaslon ure je sestavljen iz treh delov, kot je bilo običajno v srednjem veku: 
V zgornjem predelu so prizori v renesančnem slogu.
- Srednji del je oblikovan kot pediment. Ima kip otroka Jezusa, ki sedi v Marijinem naročju.
- V samem pedimentu je mladi kralj David z mečem in glavo Golijata v roki.
- Pod Davidom je napis Ludgeri Ringii Mo (naster) iensis opus (Delo Ludgerjevega prstana Mü (nstru)).

Pred Marijo in Jezusom je prehod za figure. Enkrat na dan, opoldne, je avtomatski prikaz Čaščenje magov.
- Najprej se prikaže zlata zvezda na kovinskem drogu za pedimentom in se ustavi pred prikazom Marije.
- Nato se odprejo desna vrata. Kovinske figure Tre kraljev prihajajo ven, potujejo do Marije in Jezusa, se jim poklonijo in nato zapustijo skozi leva vrata. Kralje spremljata dva lesena služabnika.
- Medtem ko se figure gibljejo, zvonci igrajo v uri z melodijami In dulci jubilo in Lobe den Herren.

Zgornje območje je obdano na levi in desni strani z dvema skupinama kipov.
- Na levi strani je majhen lesen trobentač in ženska z zvoncem. Vsako polno uro trobentač udari število za uro na rog; hrup dejansko prihaja iz lesene cevi v uri. Ženska poleg njega nato udari zvonec.
- Skupina kipov na desni strani je bila dodana leta 1696. Predstavlja Smrt in Kronosa, boga časa z zvoncem. Vsake četrt ure Smrt naleti na njegov zvonec, medtem ko Kronos obrača peščeno uro.

#### Astrolab
V osrednjem delu ure je Astrolab z "dejansko" uro, ki prikazuje faze Lune in lokacije planetov.
- V zgornji polovici številčnice je latinski napis: V horo horologio mobili poteris haec aliaque multa dignoscere: ... (V tej gibljivi uri si lahko ogledate te in še mnogo drugih stvari:…)

»Enake in neenake ure, osrednji proces planetov, naraščajoči in padajoči znaki zodiaka, poleg tega pa so vzponi in padci fiksnih zvezd. Okna na vsaki strani številčnice kažejo, kjer vlada vsak planet. Čaščenje treh kraljev, spodaj je Kalendarium s premičnimi prazniki.«
- V spandrelih na vogalih številčnice so prikazi štirih evangelistov - namesto prikazov štirih astronomov, ki jih najdemo na mnogih drugih astronomskih urah.
- Številčnica je obrnjena levo in desno z dvema planetarnima tablama.

#### Kalendarium
V spodnjem delu je Kalendarium, ki je pokrit s poznogotsko rešetko. To je večni koledar z datumi za vsako leto od leta 1540 do leta 2071. Ta 532-letni časovni okvir prikazuje tako imenovano Dionizovo obdobje, po katerem se 19-letni lunarni ciklus in 28-letni sončni cikel sinhronizirata tako, da bi se isti dnevi meseca in dnevi tedna za leto 2040 uporabljali za leto 1540. 
Koledar je razdeljen na tri dele.
- V notranjem krogu je dvanajst latinskih koledarskih verzov z ustreznimi slikami za vsak mesec.
- Podatki o naslednjem obroču kažejo dneve v letu. Prstan je razdeljen na 365 oken. Ponoči se koledarsko kolesce premakne en dan kasneje; v prestopnih letih se ustavi za en dan. Ta prstan beleži dneve v mesecu, črke dneve (M, T, W, Th, itd.) V sodobnem načinu in po rimskem koledarju (Kalends, Nones, Ides) in imena mesecev, z ustreznimi datumi za premične praznike in Veliko noč.
- Zunanji prstan prikazuje informacije o 532-letnici Dionizijeve dobe. Leta so našteta od 1540 do 2071. Poleg tega so na voljo podatki o datumu velikonočnih in drugih datumov (zlata številka, nedeljske črke v dveh krogih, intervali v dveh krogih in indikt).

## Zakladnica
Stolnična zakladnica Domschatz, ki je bila urejena leta 1981 v posebej zgrajeni zakladnici, vsebuje dragocena likovna dela od časa Karolingov do 20. stoletja, zlasti predmete iz zlata in tekstil iz obdobja romanike, gotike in baroka. Nekatera liturgična oprema iz zakladnice se še vedno uporablja. 
Več kot 700 predmetov je na voljo, razdeljene v tri nadstropja.
Spodnje nadstropje je večinoma zgodovinski spomenik in liturgična oprema: dva mašna plašča iz 14. stoletja, poznogotske obleke iz italijanske svile, žameta in zlatega brokata ter zlati brokatni mašni plašči, ki jih je podarila Marija Terezija (njen sin Maksimilijan Francis je bil knezoškof Münstra med 1784 do 1801).
Na srednjem nadstropju najdemo najpomembnejše predmete: nekdanje pohištvo stolnice, tako imenovane »govorne relikvije«, slikovni cikel Hermanna Tom Ringa, ostanek korne pregrade Johanna Brabenderja in vrsto reliefov Johanna Mauritza Gröningerja.
Zgornje nadstropje hrani izbrana darila, ki kažejo pregled umetnostno zgodovinskega obdobja v stolnici. 